# テトラクロリド白金(II)酸カリウム
テトラクロリド白金(II)酸カリウム（テトラクロリドはっきん に さんカリウム、英: potassium tetrachloroplatinate(II)）は、化学式 K2[PtCl4] で表される白金(II)のクロリド錯体であり無機化合物の一種である。数多くの白金(II)錯体の合成出発物質として用いられる。

## 製法
ヘキサクロリド白金(IV)酸カリウムに水とシュウ酸カリウムを加え加熱し反応させた後、塩酸を加えると析出する。
{\displaystyle {\ce {K2[PtCl6]\ + K2C2O4 -> K2[PtCl4]\ + 2 CO2\ + 2 KCl}}}
また二塩化ヒドラジニウムによって還元しても得られる。
{\displaystyle {\ce {2 K2[PtCl6]\ + N2H6Cl2 -> 2 K2[PtCl4]\ + N2\ + 6 HCl}}}

## 性質
赤褐色の柱状結晶で水に溶解するが、エタノールにはほとんど不溶である。エタノールと長時間接触させると光反応により還元されて黒色の白金微粉末を生成する。
反磁性であり、結晶の磁化率は室温で χg = −3.50 × 10-7cm3g-1 である。
アンモニアと反応させると順次配位子置換反応が起き、シスプラチンなどアンミン錯体を生成する。
{\displaystyle {\ce {[PtCl4]^{2-}\ +{\mathit {n}}NH3->\ [PtCl4-{\mathit {n}}(NH3){\mathit {n}}]^{{\mathit {n}}-2}\ +{\mathit {n}}Cl^{-}}}}

## 結晶構造
固体は正方晶系に属し、その格子定数は a = 6.99 Å、c = 4.13 Å、テトラクロリド白金(II)酸イオン [PtCl4]2- は正方形盤状で Pt-Cl 結合長は2.33 Åである。白金原子の電子配置は 5d8 の低スピン型で、dsp2 混成軌道をとる。
また結晶中でテトラクロリド白金(II)酸イオン平面が重なる、この平面と垂直な方向（c軸）の鎖状構造があり、Pt-Pt 間距離は4.13 Åである。